# Olof Lindgren
Olof Sigurd Lindgren (Visby, 25 oktober 1934) is een Zweeds componist, muziekpedagoog, dirigent, trompettist, kornettist en violist.

## Levensloop
Lindgren studeerde muziek aan de Kungliga Musikhögskolan in Stockholm en begon zijn muzikale carrière als kornettist in een militaire muziekkapel. In 1958 werd hij directeur van de muziekschool in Tranås en bleef in deze functie tot 1975. Tegelijkertijd was hij dirigent van de Tranås Orkesterförening en eveneens in deze tijd was hij gastdirigent van de Gävleborgs Orkesterförening (1963), de Norrköpings Orkesterförening (1963) en de Linköpings Orkesterförening. In 1975 werd hij benoemd tot eredirigent van de Tranås Orkesterförening, het SOR-s Hedersmedalj Tranås Manskör en het Hedersmedlem Tranås Ungdomsorkester. 
Daarna werd hij kapelmeester van de militaire kapel Nedre Norrland in Östersund, om in 1979 wederom directeur van de muziekschool in Krokom te worden. In de laatstgenoemde functie bleef hij tot 1991. Van 1974 tot 1977 was hij dirigent van de regionale zangersfederatie Smålands Sångarförbund. Van 1977 tot 1999 was hij dirigent van het gemengd koor Näskotts blandade kör. Van 1979 tot 1989 was hij ook leider van het vrouwenkoor damkören Brunkullorna, van 1982 tot 1987 dirigent van het jeugdsymfonieorkest Jämtländska Ungdomsorkestern en van 1994 tot 1999 van de Östersunds Orkesterförening. 
Als instructeur en docent was hij van 1977 tot 1983 verbonden aan de volkshogeschool Bäckedals folkhögskola. Hij ontving diverse onderscheidingen zoals de Tranås kulturpris (1971), het Krokoms kulturstipendium (1985), de Olof Högbergsplaketten Norrlandsförbundets hedersbelöning (1990) en samen met Berta Magnusson de Länstidningens kulturpris in 1991. 
Hij bewerkte een groot aantal werken vanuit de klassieke muziek voor blazers, strijkers, koren en harmonieorkest. Als componist schreef hij werken voor verschillende genres.

## Composities

### Werken voor orkest
- 1960 Trumpedorerna, voor 3 trompetten en orkest, op. 10
- 1961 Concertino, voor strijkorkest, op. 8
  1. Preludio - förspel
  2. Arioso – sång
  3. Capriccio – lek
- 1961 Humoristica - Ett musikantiskt intermesso, voor orkest, op. 9
- 1964 Festpolonäs, voor orkest, op. 15
- 1986 Concertino, voor fagot en strijkorkest, op. 56
- 1994 Filharmoni för felor Fjällfilsklassikern, voor strijkorkest, op. 63
- 2007 Concert, voor accordeon en orkest, op. 81
- Calur vitae - Livsglädje, voor altviool en strijkorkest, op. 90b
- Konsertuvertyr till minne av tonsättaren Wilhelm Petersson-Berger, voor orkest, op. 59
- Tre Lyriska Akvareller, voor viool, altviool en strijkorkest, op. 85

### Werken voor harmonieorkest
- 1960 Trumpedorerna, voor 3 trompetten en harmonieorkest, op. 10
- 1963 Vårmarsch, voor harmonieorkest, op. 14
- Exibition in Malgomaj, voor harmonieorkest, op. 83
- Tre symfoniska bilder, voor harmonieorkest, op. 65

### Missen en andere kerkmuziek
- 1960 Cantata da Chiesa, kyrkokantat, cantate voor gemengd koor met blazers (of met orgel), op. 4 - tekst: Bengt E. Nyström
- 1965 Out of the deep, voor mannenkoor en orgel, op. 16 - tekst: Psalm 130
- Skogens julpsalm, voor zangstem en piano, op. 20 - tekst: Ewert Amnefors

### Muziektheater

#### Opera
| Voltooid in | titel             | aktes       | première    | libretto                              |
| ----------- | ----------------- | ----------- | ----------- | ------------------------------------- |
|             | Pilgrimen, op. 79 | 3 bedrijven | 2008, Malmö | Martin Hellström, naar Pär Lagerkvist |

#### Toneelmuziek
- 1960 Valpen Dogge, muziek voor een poppentheaterstuk, op. 7

### Vocale muziek

#### Werken voor koor
- 1958 Afton, Nattviol, voor mannenkoor, op. 3 - tekst: Carl-Emil Englund, Ebba Lindqvist
- 1960 Hertig Magnus, ballade voor mannenkoor en orkest, op. 6
- 1963 Brinn Valborgsmässoeld, voor mannenkoor, op. 13 - tekst: Ewert Amnefors
- 1974 Att likna Dig, voor gemengd koor, op. 18 - tekst: Anita Persson
- 1983 Fem Nävervisor, voor zangstem(men), mannenkoor, blaaskwintet, strijkkwartet en orkest, op. 22 - tekst: Pälle Näver
  1. Min sångmö
  2. Markernas vår
  3. Höstmånad
  4. Kärlekens sånger
  5. Aftonpsalm
- 1987 Birkafanfar, voor trompet, gemengd koor en koperkwartet, op. 55
- Calur vitae - Livsglädje, voor altviool en gemengd koor, op. 90a
- Canti dámore, voor hobo (of Oboe d'amore, of althobo) en gemengd koor, op. 51
- Capriccio e Epilog, voor hoorn en gemengd koor, op. 41 - tekst: Berta Magnusson
- Concert, voor cello en gemengd koor, op. 39 - tekst: Edith Södergran
  1. Pain
  2. Scherzo
  3. Triumph of being
- Concert, voor piano en gemengd koor, op. 68 - tekst: Pelle Holm
- Concert, voor fagot en gemengd koor, op. 82
- Concerto Canto, voor 2 violen en gemengd koor, op. 69
- Fantasia Futura, voor trombone en gemengd koor, op. 61 - tekst: Adolf Fredriks
  1. Framtiden
  2. Stressprata
  3. Livet – Kärleken - Döden
- Herre Arbejan - Sjong åarbej!, voor gemengd koor, op. 34 - tekst: Berta Magnusson
- Östersund 200 år, voor 10 zangstemmen, op. 54

#### Liederen
- Den tanklöse spelmannen, voor bariton en orkest

### Kamermuziek
- 1958 Suite, voor blaaskwintet, op. 1
- 1958 Partita över psalmmelodi ”Tryggare kan ingen vara”, voor strijkkwartet, op. 2
- 1960 Påskrecitativ och aria, voor sopraanblokfluit (of tenorblokfluit) en orgel, op. 12
- 1962 Kanon, voor 2 violen, op. 11
- 1965 Lek, voor viool en piano, op. 17
- Balladen om Ebbe Skammelsen, voor acht altviolen, op. 72
- Öppen dörr - Konsert, voor 2 violen, dwarsfluit, hobo, klarinet, fagot, trompet, hoorn, trombone, tuba en klavecimbel, op. 64